# أوروت رابين
أوروت رابين (بالعبرية: אורות רבין) ومعناها أضواء رابين، وعرفت بهذا الاسم بعد اغتيال إسحق رابين.
هي محطة توليد كهرباء بخارية تعمل بالفحم، وتقع على ساحل البحر المتوسط في مدينة الخضيرة داخل أراضي فلسطين المحتلة، وقد بدأ تشييد المحطة في عام 1973 وبدأت عملها في 1981. وبالقرب من المحطة ميناء يزودها باحتياجاتها من الفحم مباشرة. القدرة التوليدية الإجمالية للمحطة 2590 ميجاوات من الكهرباء.
تعد المحطة من أكبر محطات توليد الطاقة الكهربائية إذ تشارك بنسبة 23٪ من قدرة شركة الكهرباء الإسرائيلية، وتستهلك 18000 طن من الفحم كل 24 ساعة، كما تستخدم 320000 طن من مياه البحر في كل ساعة. ومن الممكن أيضا لتشغيل المحطة بالوقود أو باستخدام النفط الخام. في عام 2009 أنشئت محطة ضخمة لتحلية المياه بالقرب منها.
الأثر البيئي للمحطة سبب احتجاجات من جانب عدة جماعات تهتم بالبيئة وذلك لأثرها في تلويث مياه البحر عندما يتم تفريغ الفحم من السفن. وعلاوة على ذلك، إعادة ضخ مياه البحر المستخدمة لتبريد المحطة في نهر الخضيرة والتي تضر بالحياة البرية. يبلغ طول إحدى مداخن المحطة 300 مترا، مما يجعلها ثاني أطول منشأة بعد أبراج رادار مفاعل ديمونة.